# Карл Браун
Карл Йозеф Браун (нім. Karl Joseph Wilhelm Braun); 20 травня 1822, Гадамар — 20 липня 1893, Фрайбург) — німецький політик, ліберальних поглядів, який відстоював ідею вільної торгівля і свою діяльність спрямував на подолання торгових бар'єрів, які гальмували економічний розвиток тодішньої Пруссії.

## Освіта і професійна діяльність
Карл Браун народився 20 травня 1850 р. у м. Гадамарі в родині проректора Йозефа Брауна. Після закінчення гімназії у Вайльбурзі один рік провів у Марбурзькому університеті, де вивчав філологію і право. У 1841 р. він перевівся до Геттінгенського університеті, після закінчення якого працював адвокатом і одночасно писав дисертацію, яку захистив у 1856 р. отримавши ступінь доктора права. З 1855 до 1867 р. він працював адвокатом у Верховному апеляційному суді Вісбадена.

## Політична діяльність
Між 1858 і 1863 він був президентом парламенту герцогства Нассау, будучи одним із провідних членів Народної партії. У 1862 році він приєднався до Німецького національного Союзу, який відкидав методи революційної боротьби і ставив за мету побудову німецької національної держави легітимним шляхом. Важливо була його роль в Конгресі народного господарства, або інакше Конгресі німецьких народних господарів, який був заснований у 1858 р. у Ґоті і на засіданнях якого він головував з 1859 до 1880, коли воно відбулося востаннє. Після анексії Нассау у 1866 р. Браун у 1867—1879 рр. був членом Прусського дому депутатів на, а також членом Північно-німецького і загального німецького рейхстагу. В парламенті він був одним з лідерів фракції Націонал-ліберальної партії.
У 1880 р. він вийшов з партії через підтримку протекціоністської політики Бісмарка.
Крім всього іншого, Браун був директором Асоціації вивчення старожитностей та історичних досліджень Нассау і як такий брав участь в численних експедиціях по Європі, Азії і Африці. Він також опублікував цілий ряд робіт з економіки і державного будівництва.